# Trolejbusy w Filadelfii
Trolejbusy w Filadelfii − system komunikacji trolejbusowej w Filadelfii w Stanach Zjednoczonych. 

## Historia
Pierwsze trolejbusy w Filadelfii uruchomiono 14 października 1923. W 2002 system zamknięto i ponownie otwarto w kwietniu 2008.

## Linie
Przed zamknięciem w 2002 i po ponownym otwarciu sieci w Filadelfii istnieją 3 linie trolejbusowe:
| Numer linii | Trasa                                          |
| ----------- | ---------------------------------------------- |
| 59          | Bells Corner − Arrott Terminal                 |
| 66          | Morrell Park − Frankford Transportation Center |
| 75          | Nicetown − Arrott Terminal                     |

## Tabor
Obecnie trzy linie trolejbusowe są obsługiwane przez wyprodukowane w 2008 38 trolejbusy New Flyer E40LFR. Oznaczono je nr od 800 do 837. 